# Kapelle (Pessenbach)

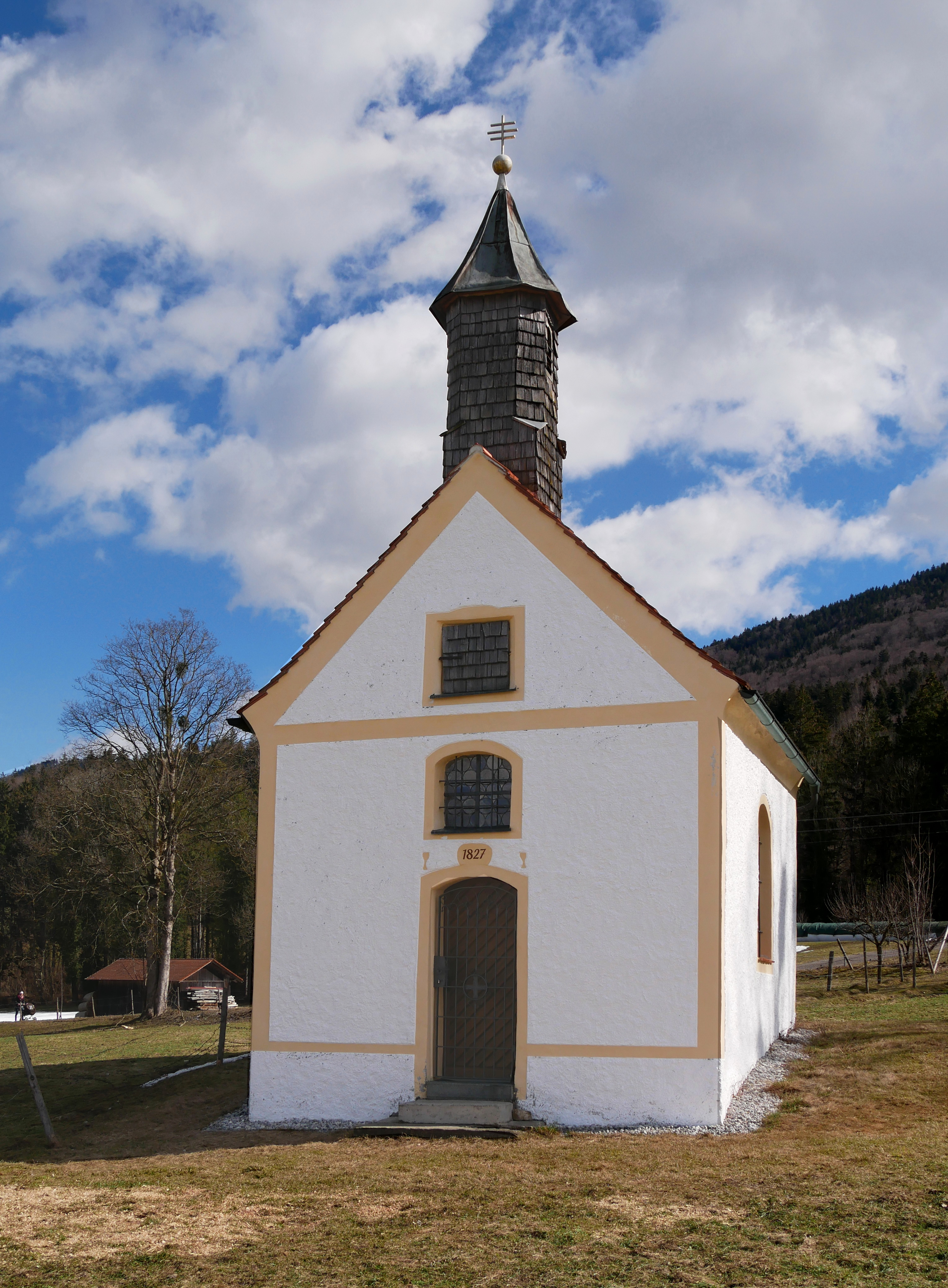
Kapelle in Pessenbach

Die römisch-katholische Kapelle von Pessenbach steht in der Flur dieses Gemeindeteils von Kochel am See im oberbayerischen Landkreis Bad Tölz-Wolfratshausen. Sie ist in der Liste der Baudenkmäler in Kochel am See als Baudenkmal unter der Nr. D-1-73-133-31 eingetragen. Die Kapelle gehört zum Erzbistum München und Freising.

## Beschreibung
Die der Gottesmutter Maria gewidmete Kapelle wurde in der zweiten Hälfte des 18. Jahrhunderts erbaut. Sie besteht aus dem Langhaus und der halbrunden Apsis im Osten. Über der Fassade im Westen erhebt sich ein Dachreiter aus dem Satteldach des Langhauses.
Über dem Altar befindet sich die Hans Degler zugeschriebene Skulptur einer Mondsichelmadonna von 1620.